# Balanites pedicellaris
Balanites pedicellaris är en pockenholtsväxtart. Balanites pedicellaris ingår i släktet Balanites och familjen pockenholtsväxter.

## Underarter
Arten delas in i följande underarter:
- B. p. pedicellaris
- B. p. somalensis